# Marked
|  | Sammenskrivningsforslag Artiklen Basar er foreslået føjet ind i Marked. (Siden oktober 2022) Diskutér forslaget |

Et marked eller markedssted er det sted, hvor kunder og handlende i en kortere periode samles for at købe og sælge deres varer, mest almindeligt var det tidligere på torvet i den lokale købstad eller en handelsplads, hvilke indtil næringsfrihedens indførelse havde mere eller mindre eneret på handel og håndværk.
En del markeder er blevet særligt kendte. I middelalderen foregik det store sildemarked ved Skanør og hestemarkedet ved Hjallerup har fortsat stor betydning.
Nu om dage er begrebet marked en langt bredere og mere kompleks, og ikke (nødvendigvis) geografisk bestemt, betegnelse for områder eller situationer centreret omkring potentiale, køb og salg.
I overført betydning betegner marked for varer det afsætningssted – det afsætningsområde og den kundekreds – hvor disse varer sædvanligvis kan finde afsætning. Når man taler om, at der det pågældende sted (land) er marked for de og de varer, menes derfor hermed, at dér er afsætningsmulighed for dem.

## Markedstyper
- Fuldkommen konkurrence
- Oligopol (herunder (duopol)
- Monopol
- Monopson
- Kartel
- Monopolistisk konkurrence
- Cournot-konkurrence
- Bertrand-konkurrence